# Kathryn Erbe
Kathryn Erbe (n. 5 iulie 1965) este o actriță americană.

## Filmografie

### Film
| An   | Titlu                             | Rol                  | Note            |
| ---- | --------------------------------- | -------------------- | --------------- |
| 1989 | Runaway Dreams                    | Denise Donaldson     |                 |
| 1991 | What About Bob?                   | Anna Marvin          |                 |
| 1992 | Rich in Love                      | Lucille Odom         |                 |
| 1994 | D2: The Mighty Ducks              | Michele MacKay       |                 |
| 1994 | Breathing Lessons                 | Fiona                | Film TV         |
| 1995 | The Addiction                     | Anthropology Student |                 |
| 1995 | Kiss of Death                     | Rosie Kilmartin      |                 |
| 1997 | Dream with the Fishes             | Liz                  |                 |
| 1997 | George Wallace                    | Mrs. Folsom          | Film TV         |
| 1998 | Love from Ground Zero             | Alex                 |                 |
| 1998 | Naked City: Justice with a Bullet | Sarah Tubbs          | Film TV         |
| 1999 | Entropy                           | Evan                 |                 |
| 1999 | Stir of Echoes                    | Maggie Witzky        |                 |
| 2000 | The Runaway                       | Evelyn Carnes        | Television film |
| 2001 | Speaking of Sex                   | Helen                |                 |
| 2010 | 3 Backyards                       | John's Wife          |                 |
| 2011 | Mother's House                    | Catherine            | Film scurt      |
| 2011 | The Love Guide                    | Cora                 |                 |
| 2014 | Worst Friends                     | Sam's Mom            |                 |

### Televiziune
| An        | Titlu                              | Rol               | Note                                                                                 |
| --------- | ---------------------------------- | ----------------- | ------------------------------------------------------------------------------------ |
| 1989      | Chicken Soup                       | Patricia Reece    | 12 episoade                                                                          |
| 1997      | Homicide: Life on the Street       | Rita Hale         | Episodul: "All Is Bright"                                                            |
| 1998–2003 | Oz                                 | Shirley Bellinger | 17 episoade                                                                          |
| 2001–2011 | Law & Order: Criminal Intent       | Alexandra Eames   | 142 episoade Nominalizare—Satellite Award for Best Actress – Television Series Drama |
| 2012–2013 | Law & Order: Special Victims Unit  | Alexandra Eames   | 2 episoade                                                                           |
| 2014      | Last Week Tonight with John Oliver | Alexandra Eames   | Episodul: "Civil Forfeiture"                                                         |